# Бейра-Интериор-Норте
Субрегион Бейра-Интериор-Норте (порт. Beira Interior Norte) — экономико-статистический субрегион в центральной Португалии.
Входит в состав Центрального региона.
Включает в себя часть округа Гуарда.
Территория — 4251 км². Население — 115 326 человек. Плотность населения — 27,1 чел./км².

## География
Субрегион граничит:
- на севере — субрегион Дору
- на востоке — Испания
- на юге — субрегионы Бейра-Интериор-Сул и Кова-да-Бейра
- на западе — субрегионы Серра-да-Эштрела и Дан-Лафойнш

## Муниципалитеты
Субрегион включает в себя 9 муниципалитетов округа Гуарда:
- Алмейда
- Гуарда
- Мантейгаш
- Меда
- Пиньел
- Сабугал
- Селорику-да-Бейра
- Транкозу
- Фигейра-де-Каштелу-Родригу